# Мирненська сільська рада (Костопільський район)
Ми́рненська сільська́ ра́да — орган місцевого самоврядування в Костопільському районі Рівненської області. Адміністративний центр — село Мирне.

## Загальні відомості
- Мирненська сільська рада утворена в 1965 році.
- Територія ради: 5,863 км²
- Населення ради: 2 389 осіб (станом на 2001 рік)
- Територією ради протікає річка Гнилушка.

## Населені пункти
Сільській раді підпорядковані населені пункти:
- с. Мирне
- с. Данчиміст
- с. Моквин
- с. Тихе

## Склад ради
Рада складається з 16 депутатів та голови.
- Голова ради: Корнійчук Петро Володимирович
- Секретар ради: Федоровська Валентина Василівна

### Керівний склад попередніх скликань
| Прізвище, ім'я, по батькові   | Основні відомості                                                               | Дата обрання | Дата звільнення |
| ----------------------------- | ------------------------------------------------------------------------------- | ------------ | --------------- |
| Корнійчук Петро Володимирович | Сільський голова, 1960 року народження, освіта середня спеціальна, безпартійний | 26.03.2006   | 31.10.2010      |
| Корнійчук Петро Володимирович | Сільський голова, 1960 року народження, освіта середня спеціальна, безпартійний | 31.10.2010   |                 |

Примітка: таблиця складена за даними сайту Верховної Ради України